# Manolea
Manolea (ros. Манылувка, Manyłuwka) – wieś w Rumunii, w okręgu Suczawa, w gminie Forăști. W 2011 roku liczyła 755 mieszkańców.